# Primnoeides
Primnoeides is een geslacht van neteldieren uit de klasse van de Anthozoa (bloemdieren).

## Soort
- Primnoeides sertularoides Wright & Studer, 1889